# العلاقات الأرمينية الدومينيكانية
العلاقات الأرمينية الدومينيكانية هي العلاقات الثنائية التي تجمع بين أرمينيا وجمهورية الدومينيكان.

## مقارنة بين البلدين
هذه مقارنة عامة ومرجعية للدولتين:
| وجه المقارنة                                              | أرمينيا                    | جمهورية الدومينيكان |
| --------------------------------------------------------- | -------------------------- | ------------------- |
| المساحة (كم2)                                             | 29.74 ألف                  | 48.67 ألف           |
| عدد السكان (نسمة)                                         | 2.93 مليون                 | 10.40 مليون         |
| الكثافة السكانية (ن./كم²)                                 | 98.52                      | 213.68              |
| العاصمة                                                   | يريفان                     | سانتو دومينغو       |
| اللغة الرسمية                                             | لغة أرمنية                 | اللغة الإسبانية     |
| العملة                                                    | درام أرميني                | بيزو دومنيكاني      |
| الناتج المحلي الإجمالي (بليون دولار)                      | 11.54 مليار                | 75.93 مليار         |
| الناتج المحلي الإجمالي (تعادل القوة الشرائية) بليون دولار | 25.41 مليار                | 149.89 مليار        |
| الناتج المحلي الإجمالي الاسمي للفرد دولار أمريكي          | 3.49 ألف                   | 6.47 ألف            |
| الناتج المحلي الإجمالي للفرد دولار أمريكي                 | 8.07 ألف                   | 13.26 ألف           |
| مؤشر التنمية البشرية                                      | 0.743                      | 0.715               |
| رمز المكالمات الدولي                                      | +374                       | +1809، +1829، +1849 |
| رمز الإنترنت                                              | .am، .հայ ‏                 | .do                 |
| المنطقة الزمنية                                           | ت ع م+04:00، توقيت أرمينيا | 00                  |

## منظمات دولية مشتركة
يشترك البلدان في عضوية مجموعة من المنظمات الدولية، منها:
| علم المنظمة | اسم المنظمة                        | تاريخ انضمام أرمينيا | تاريخ انضمام جمهورية الدومينيكان |
| ----------- | ---------------------------------- | -------------------- | -------------------------------- |
|             | الاتحاد البريدي العالمي            | ?                    | ?                                |
|             | يونسكو                             | 9 يونيو 1992         | 4 نوفمبر 1946                    |
|             | البنك الدولي للإنشاء والتعمير      | 16 سبتمبر 1992       | 18 سبتمبر 1961                   |
|             | منظمة التجارة العالمية             | 5 فبراير 2003        | ?                                |
|             | وكالة ضمان الاستثمار متعدد الأطراف | 5 ديسمبر 1995        | 7 مارس 1997                      |
|             | منظمة الشرطة الجنائية الدولية      | ?                    | ?                                |
|             | مؤسسة التمويل الدولية              | 18 أبريل 1995        | 31 أكتوبر 1961                   |
|             | الأمم المتحدة                      | 2 مارس 1992          | 24 أكتوبر 1945                   |
|             | مؤسسة التنمية الدولية              | 25 أغسطس 1993        | 16 نوفمبر 1962                   |
|             | منظمة حظر الأسلحة الكيميائية       | ?                    | ?                                |

## وصلات خارجية
- موقع وزارة الخارجية الأرمينية